# مرشئون
مَرشَئون دیو فراموشی و محوکنندهٔ دین یکتاپرستی است. در بند ۴ خورشید نیایش آمده‌است، کسانی که در برابر او پایداری می‌نمایند مانند آن است که اهورامزدا را می‌ستایند. در وندیداد آمده، زرتشت از اهورامزدا پرسید ای خرد مقدس چه آسیبهایی ممکن است از مرشئون متوجه انسان شود؟ اهورامزدا در پاسخ گفت «ای سپنمان زرتشت ممکن است او به وسیلهٔ آئینِ بد خویش کسی را گمراه نموده بر آن دارد که در مدت سه سال پی‌در‌پی از تحصیل علم دینی باز ماند که کسی گاتها نسراید و مراسم دینی به جا نیاورد.»